# 姆沙納 (茲博羅夫區)
49°41′2″N 25°15′0″E / 49.68389°N 25.25000°E
姆沙納（烏克蘭語：Мшана），是烏克蘭的村落，位於該國西部捷爾諾波爾州，由捷尔诺波尔区負責管轄，始建於1747年，面積0.87平方公里，2001年人口154，人口密度每平方公里177.4人。